# ان‌جی‌سی ۶۳۹۴
ان‌جی‌سی ۶۳۹۴ (انگلیسی: NGC 6394) نام یک کهکشان مارپیچی میله‌ای است.